# Den fattige poeten

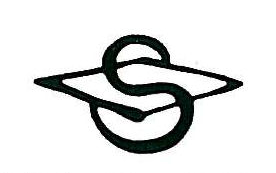
Carl Spitzwegs monogram

Den fattige poeten (tyska: Der arme Poet) är en oljemålning av den tyske konstnären Carl Spitzweg. Det är hans mest kända verk.
Målningen visar en diktare i ett torftigt vindsrum med dagsljus från vänster från ett litet fönster. Till höger i bilden syns husets taksparrar, på vilka vid sovplatsen är fäst ett paraply som skydd mot takdropp. Vid bildens högra kant syns ingångsdörren till rummet, och mittemot syns en grön ugn, som inte är tänd. Diktaren ligger inte i en säng, utan på en madrass på golvet iförd morgonrock och nattmössa. Mot sina knän håller han i vänster hand några manuskriptsidor och i höger hand håller han något mellan tummen och långfingret som han fixerar med blicken. Framför madrassen står och ligger tjocka böcker samt två papplådor, den ena med ett bläckhorn på.
På ryggen till den högra stående boken står orden på latin Gradus ad Parnassum (svenska: Färd till parnassen). Detta syftar antingen på titeln till det 1725 utgivna teoretiska huvudverket av den österrikiske kompositören Johann Joseph Fux, eller på den av jesuiten Paul Aler i Köln 1702 utgivna versboken Anleitung zum Verfassen. På ugnen finns ett stearinljus i en flaska, bredvid står ett handfat, och på en tvättlina över denna hänger en handduk. På ugnsröret hänger en cylinderhatt. Framför ugnen ligger ett papper med på latin orden "Operum meorum fasciculum III“ (svenska: Den tredje bandet av mina verk). Framför ugnen ligger en stövel och en stövelknekt. Till vänster om ugnen hänger en ytterrock och står en promenadkäpp mot väggen. 
Den fattige poeten anses ha som förebild den i München 1722–1782 bosatte diktaren Mathias Etenhueber. Det har diskuterats vad diktaren kan hålla i höger hand. En förmodan har varit att han skanderar en vers, en annan att han håller en loppa mellan fingrarna.
År 1839 lämnade Spitzweg in målningen på en utställning på Kunstverein München. Den fick då så negativ kritik, att Carl Spitzweg därefter signerade sina målningar bara med sitt monogram. Numera är den en av de mest omtyckta målningarna i Tyskland. Deutsche Post utgav 2008 ett frimärke med målningen som motiv.
Temat "konstnär i ett eländigt rum" har behandlas av andra konstnärer. William Hogarth var den förste som tog upp motivet 1736. William Turner använde det 1809. Den italienske målaren Tommaso Minardi (1787–1871) gjorde ett självporträtt i denna stil. Honoré Daumier har med Poète dans la mansarde (1842) och Locataires et Proprietaires: Brigand de proprietaire (1847), uppenbarligen inspirerad av Spitzweg, använt temat i två varianter.

## Versioner av målningen
Målningen finns i tre versioner, alla från 1839:
- Den första är i privat ägo och har tidigare hängt i Germanisches Nationalmuseum i Nürnberg,
- Den andra finns i Neue Pinakothek i München.
- Den tredje har funnits i Neue Nationalgalerie i Berlin. Denna målning var 1976 föremål för en konstkupp av performancekonstnären Ulay (Da ist eine kriminelle Berührung in der Kunst).[2] Han stal bilden och lämnade den tillbaka efter några timmar. Den stals på riktigt i september 1989  från Galerie der Romantik (Charlottenburgs slott) i Berlin tillsammans med Carl Spitzwegs Der Liebesbrief,[3] och är sedan dess försvunnen.

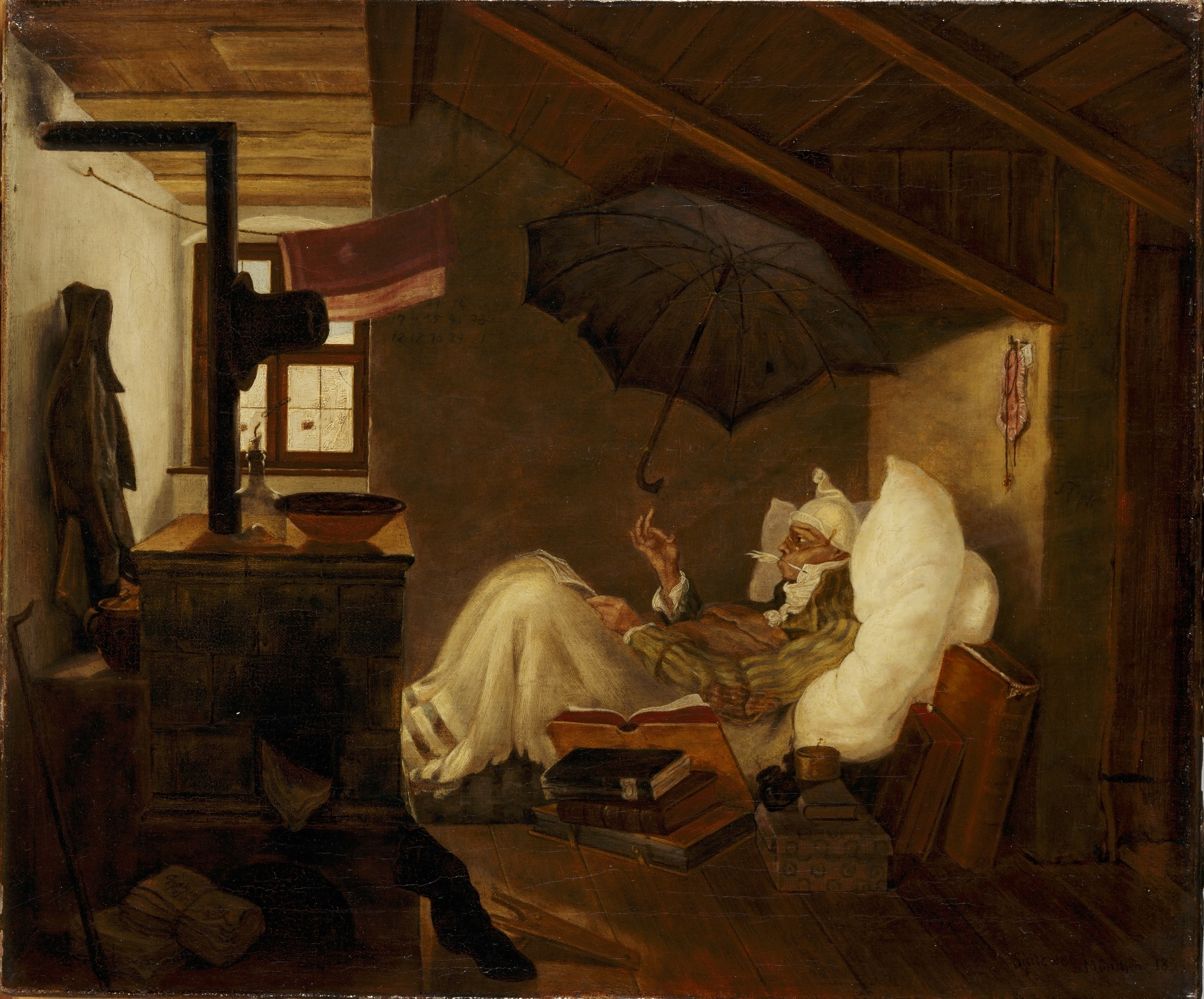
Första versionen (privat ägo)
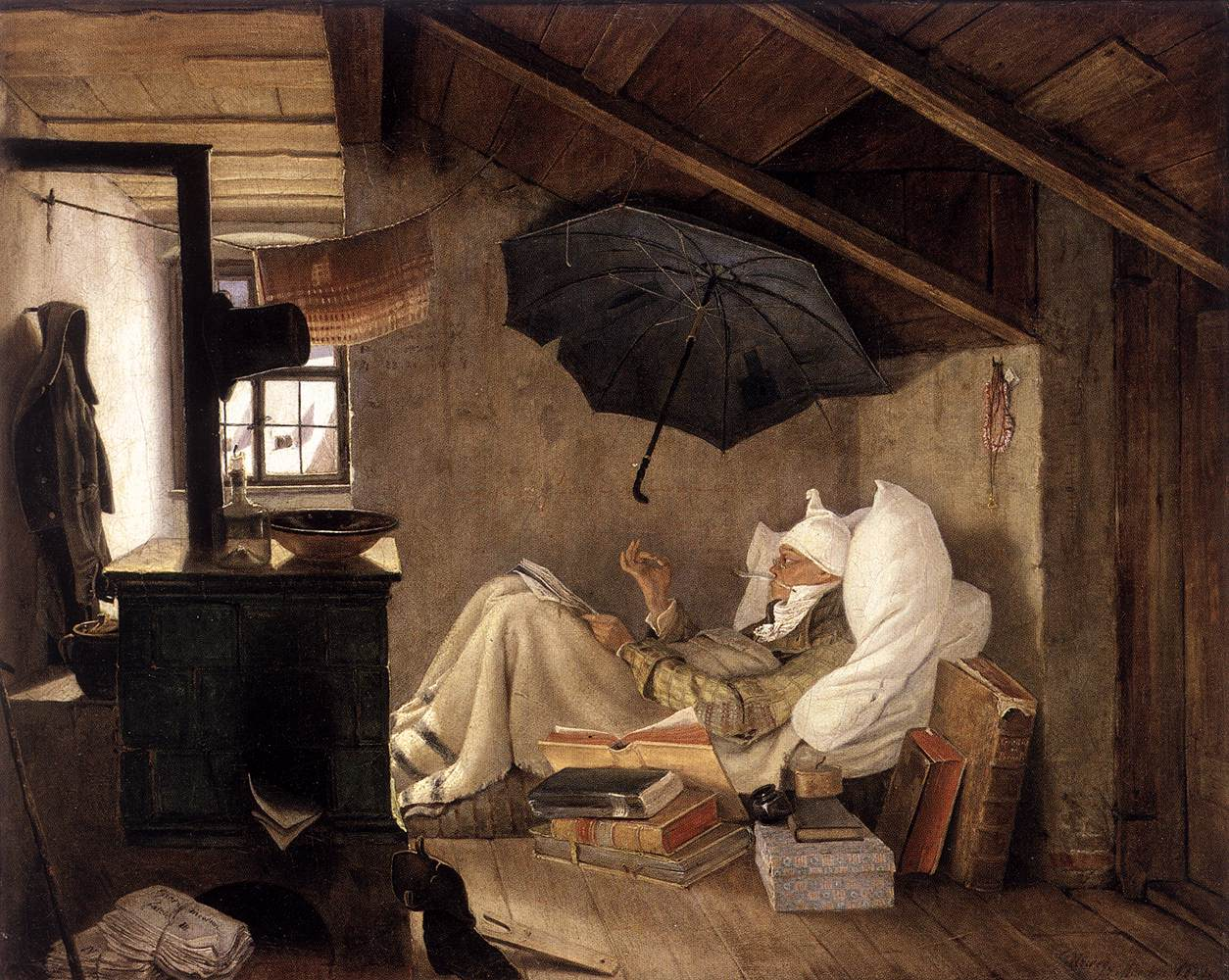
Tredje versionen (stulen och ej återfunnen)